# توماس ليبتون
السير توماس جونستون ليبتون (بالإنجليزية: Thomas Lipton) ، من مواليد 10 مايو 1848 في غلاسكو وتوفي في 2 أكتوبر 1931 في لندن، وقد كان رجلا أسكتلنديا عصاميا، وهو الذي صنع شاي ليبتون، ويُعرف بأنه كان أكثر المتسابقين مشاركة في منافسات كأس أمريكا لليخوت الشراعية.
في عام 1865 انتقل ليبتون إلى الولايات المتحدة الأمريكية للبحث عن عمل، وبعد خمس سنوات عاد إلى بريطانيا مرة أخرى، وقد فتح أول محل له في غلاسكو، وهذا العمل جعله ناجح وبعدها أفتتح سلسلة من المحلات في جميع أنحاء بريطانيا، وبينما ليبتون كان يعمر إمبراطوريته، بدأت أسعار الشاي تنخفض، وفي عام 1888 عندما كانت محلاته تزيد عن 300، دخل سوق الشاي، وبدأ ببيع الشاي بأسعار زهيدة للعمال الفقراء، وبعدها حاول أن يزيد من جودة الشاي الذي لديه، فصنع شاي ليبتون الموجود حتى الآن.
الملك أدوارد السابع والملك جورج الخامس استمتعا بصحبته، وبين عامي 1899 و1930، فاز بكأس أمريكا لليخوت خمس مرات في يخوته شامروك وشامروك الخامس، وبسبب مشاركته في هذا السباق اشتهر الشاي الذي لديه في الولايات المتحدة الأمريكية، وقبل إقامة كأس العالم لكرة القدم في عام 1930، تم إقامة بطولتين في عامي 1909 و1911 في تورينو تحت اسم كأس السير توماس ليبتون.
شاي ليبتون الآن يباع في كل أنحاء العالم وخاصة في منطقة الشرق الأوسط ومصر والخليج